# Ilie Cebanu
Ilie Cebanu (n. 29 decembrie 1986, Chișinău) este un fotbalist moldovean, care evoluează la clubul Mordovia Saransk în Prima Ligă Rusă și la echipa națională de fotbal a Moldovei, pe postul de portar.
Ilie Cebanu este fiul fostului fotbalist și actualului președinte al Federației Moldovenești de Fotbal, Pavel Cebanu.

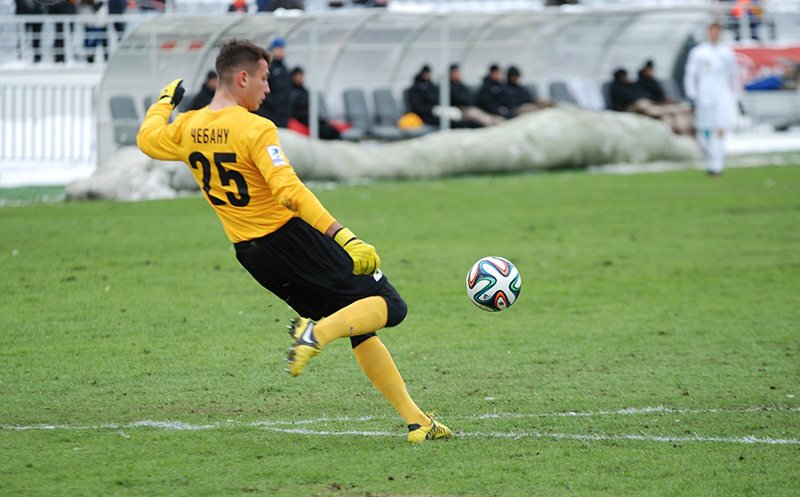
Ilie Cebanu în meciul FC Ural - FC Tom, din 26 aprilie 2014

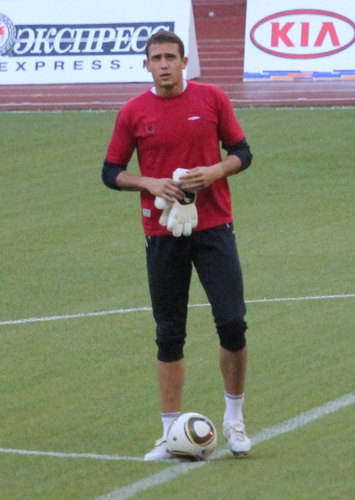
Ilie Cebanu

## Palmares
Rubin Kazan
- Supercupa Rusiei (1): 2010

Tom Tomsk
- Prima Divizie Rusă

Locul 2: 2012–13
Wisła Kraków
- Ekstraklasa (2): 2007–08, 2008–09
- Cupa Poloniei

Finalist: 2007–08
Wisła Kraków (ME)
- Młoda Ekstraklasa (1): 2007–08

## Statistici
Corecte la 17 ianuarie 2010
| Club                | Sezon        | Campionat    | Campionat | Campionat | Cupă    | Cupă   | Europa  | Europa | Total   | Total  |
| Club                | Sezon        | Campionat    | Meciuri   | Goluri    | Meciuri | Goluri | Meciuri | Goluri | Meciuri | Goluri |
| ------------------- | ------------ | ------------ | --------- | --------- | ------- | ------ | ------- | ------ | ------- | ------ |
| Kapfenberger SV     | 2006–2007    | Erste Liga   | 1         | 0         | 0       | 0      | –       | –      | 1       | 0      |
| SVA Kindberg (loan) | 2006–2007    | Landesliga   | 8         | 0         | –       | –      | –       | –      | 8       | 0      |
| Wisła Kraków        | 2007–2008    | Ekstraklasa  | 1         | 0         | 1       | 0      | –       | –      | 2       | 0      |
| Wisła Kraków        | 2008–2009    | Ekstraklasa  | 0         | 0         | 1       | 0      | 0       | 0      | 1       | 0      |
| Wisła Kraków        | 2009–2010    | Ekstraklasa  | 5         | 0         | 2       | 0      | 0       | 0      | 7       | 0      |
| Total               | Wisła Kraków | Wisła Kraków | 6         | 0         | 4       | 0      | 0       | 0      | 10      | 0      |